# Gare d'Amifontaine
La gare d'Amifontaine est une gare ferroviaire française de la ligne de Reims à Laon, située sur le territoire de la commune d'Amifontaine, dans le département de l'Aisne en région Hauts-de-France. 
Elle est mise en service entre 1861 et 1868 par la Compagnie des chemins de fer de l'Est. C'est une gare de la Société nationale des chemins de fer français (SNCF), desservie par des trains TER Grand Est.

## Situation ferroviaire
Établie à 74 m d'altitude, la gare d'Amifontaine est située au point kilométrique (PK) 27,949 de la ligne de Reims à Laon entre les gares de Guignicourt et de Saint-Erme. 
Elle dépend de la région ferroviaire de Reims. Elle dispose de deux voies principales (1 et 2) et deux quais d'une « longueur continue maximale » (longueur utile) : de 180 m pour le quai 1 (Voie 1) et 180 m pour le quai 2 (Voie 2).

## Histoire
Lorsque la Compagnie des chemins de fer des Ardennes met en service les 52 kilomètres de la ligne de Reims à Laon en 1857, la halte prévue à Amifontaine n'est pas encore établie. Elle n'est toujours pas présente en 1861, c'est en 1868 qu'Adolphe Joanne indique qu'elle est opérationnelle dans son Itinéraire général de la France : Vosges et Ardennes. Elle dessert alors ce village de 437 habitants uniquement les mercredis, samedis et dimanches .

## Fréquentation
Selon les estimations de la SNCF, la fréquentation annuelle de la gare s'élève aux nombres indiqués dans le tableau ci-dessous.
| Année     | 2015   | 2016   | 2017   | 2018   | 2019   | 2020   | 2021   | 2022   | 2023   | 2024   |
| --------- | ------ | ------ | ------ | ------ | ------ | ------ | ------ | ------ | ------ | ------ |
| Voyageurs | 11 071 | 12 624 | 15 485 | 15 470 | 14 722 | 13 302 | 14 165 | 15 468 | 17 239 | 14 700 |

## Service des voyageurs

### Accueil
Halte SNCF, c'est un point d'arrêt non géré (PANG) à entrée libre.

### Desserte
Amifontaine est desservie par des trains régionaux TER Grand Est, qui effectuent des missions entre les gares de Reims et de Laon.

### Intermodalité
Le parking des véhicules est possible à proximité.

## Service des marchandises
La gare est ouverte au service fret (code gare: 171744). Elle comporte 2 installations terminales embranchées.